# Андрихович (герб)
Андрихович (Андрихевич, пол. Andrychowicz, Andrychiewicz, Andrychewicz) — польський шляхетський герб з нобілітації.

## Опис
У блакитному полі два ятагани (булати) із срібними клинками і золотими руків'ями в андріївський хрест. На перехресті золота квітка шипшини (троянди), із зеленим листям. Клейнод: Половина здибленого лева, що тримає ятаган як на щиті. Намет синій, підбитий сріблом (золотом).

## Історія
Герб надали Янові і Казимирові Андриховичам на сеймі 1775 року.

## Роди
Андриховичі (пол. Andrychowicz, Andrychiewicz, Andrychewicz, Wendrychowicz, Hendrychowicz, Jedrzejowicz).